# Noank
Noank is een plaats (census-designated place) in de Amerikaanse staat Connecticut, en valt bestuurlijk gezien onder New London County.

## Demografie
Bij de volkstelling in 2000 werd het aantal inwoners vastgesteld op 1830.

## Geografie
Volgens het United States Census Bureau beslaat de plaats een oppervlakte van
5,7 km², waarvan 4,0 km² land en 1,7 km² water.

## Plaatsen in de nabije omgeving
De onderstaande figuur toont nabijgelegen plaatsen in een straal van 8 km rond Noank.